# Paweł Śmiłowski
Paweł Śmiłowski (ur. 26 sierpnia 1998 w Białymstoku) – polski badmintonista, dwukrotny brązowy medalista mistrzostw Europy juniorów, trzykrotny medalista mistrzostw Polski. Jest studentem Wyższej Szkoły Wychowania Fizycznego i Turystyki w Białymstoku.
W wieku sześciu lat związał się z klubem UKS Hubal Białystok.

## Zawody mistrzowskie
W 2017 roku na mistrzostwach Europy juniorów w Miluzie zdobył dwa brązowe medale: w grze podwójnej z Robertem Cybulskim i w grze mieszanej z Magdaleną Świerczyńską.
Następnego roku wystąpił w reprezentacji Polski podczas drużynowych mistrzostw Europy rozegranych w Kazaniu. W fazie grupowej pokonał w grze podwójnej z Przemysławem Szydłowskim z Włochami Giovannim Greco i Rosario Maddalonim 18–21, 21–15, 21–19 oraz Portugalczyków Duarte Nuno Anjo i Bernardo Atilano 21–16, 21–7, zaś w parze z Adamem Cwaliną wygrał z Czechami Jakubem Bitmanem i Janem Loudą 21–17, 21–14. Reprezentacja Polski zajęła pierwsze miejsce, co dało awans do ćwierćfinału, w którym Polacy przegrali z reprezentacją Anglii 0–3. W kwietniu tego samego roku uczestniczył w mistrzostwach Europy w Huelvie. W rywalizacji gier mieszanych w parze z Magdaleną Świerczyńską przegrali w pierwszej rundzie z obrońcami mistrzowskiego tytułu Chrisem i Gabrielle Adcock 16–21, 10–21.
W czerwcu 2019 roku był w składzie reprezentacji Polski podczas igrzysk europejskich w Mińsku. Na początku w fazie grupowej gry mieszanej w parze z Magdaleną Świerczyńską przegrał z reprezentantami Niemiec Markiem Lamsfußem i Isabelą Herttrich 16–21, 15–21. W drugim meczu grupowym pokonali Miszę i Swietłanę Zilberman z Izraela 21–16, 21–15, zaś w decydującym o awansie meczu przegrali z Holendrami Robinem Tabelingem i Seleną Piek 12–21, 21–14, 20–22. Ostatecznie zajęli trzecie miejsce w grupie i odpadli z dalszej rywalizacji. Dwa miesiące później wziął udział w mistrzostwach świata w Bazylei w grze mieszanej z Magdaleną Świerczyńską, jednak przegrał w pierwszej rundzie z Wietnamczykami Đỗ Tuấn Đức i Phạm Như Thảo 12–21, 13–21.
Na początku 2020 roku znalazł się w kadrze na drużynowe mistrzostwa Europy. Wystąpił w trzech meczach fazy grupowej, po których reprezentacja Polski odpadła z turnieju. Razem z Przemysławem Szydłowskim pokonał Austriaków Philipa Birkera i Dominika Stipsitsa 21–14, 21–18, natomiast przegrał z Irlandczykami Joshuą Magee i Paulem Reynoldsem 21–23, 17–21 oraz z Rosjanami Władimirem Iwanowem i Iwanem Sozonowem 12–21, 18–21.
| Rok  | Zawody                      | Miejscowość | Konkurencja                             | Runda        | Przeciwnik                          | Wynik               |
| ---- | --------------------------- | ----------- | --------------------------------------- | ------------ | ----------------------------------- | ------------------- |
| 2014 | Mistrzostwa Europy U17      | Ankara      | Gra pojedyncza                          | 1/64 finału  | Wolny los                           | Wolny los           |
| 2014 | Mistrzostwa Europy U17      | Ankara      | Gra pojedyncza                          | 1/32 finału  | Pálmi Guðfinnsson                   | 18–21, 21–14, 22–20 |
| 2014 | Mistrzostwa Europy U17      | Ankara      | Gra pojedyncza                          | 1/16 finału  | Toma Junior Popov                   | 15–21, 10–21        |
| 2014 | Mistrzostwa Europy U17      | Ankara      | Gra podwójna (z Michałem Kikosickim)    | 1/32 finału  | Wolny los                           | Wolny los           |
| 2014 | Mistrzostwa Europy U17      | Ankara      | Gra podwójna (z Michałem Kikosickim)    | 1/16 finału  | Thibault Bernetti Benedikt Schaller | 20–22, 21–23        |
| 2014 | Mistrzostwa Europy U17      | Ankara      | Gra mieszana (z Magdaleną Świerczyńską) | 1/64 finału  | Wolny los                           | Wolny los           |
| 2014 | Mistrzostwa Europy U17      | Ankara      | Gra mieszana (z Magdaleną Świerczyńską) | 1/32 finału  | Iwan Drużczenko Julija Peka         | 21–14, 21–19        |
| 2014 | Mistrzostwa Europy U17      | Ankara      | Gra mieszana (z Magdaleną Świerczyńską) | 1/16 finału  | Jimmy Noblecourt Delphine Delrue    | 8–21, 23–21, 21–17  |
| 2014 | Mistrzostwa Europy U17      | Ankara      | Gra mieszana (z Magdaleną Świerczyńską) | 1/8 finału   | Joel Eipe Julie Ormstrup Jensen     | 23–25, 22–24        |
| 2015 | Mistrzostwa Europy juniorów | Lubin       | Gra podwójna (z Aleksandrem Jabłońskim) | 1/32 finału  | Wolny los                           | Wolny los           |
| 2015 | Mistrzostwa Europy juniorów | Lubin       | Gra podwójna (z Aleksandrem Jabłońskim) | 1/16 finału  | Daniel Bedrack Yonathan Levit       | 21–13, 21–14        |
| 2015 | Mistrzostwa Europy juniorów | Lubin       | Gra podwójna (z Aleksandrem Jabłońskim) | 1/8 finału   | Christopher Grimley Matthew Grimley | 21–19, 18–21, 21–16 |
| 2015 | Mistrzostwa Europy juniorów | Lubin       | Gra podwójna (z Aleksandrem Jabłońskim) | Ćwierćfinał  | Ben Lane Sean Vendy                 | 21–15, 14–21, 12–21 |
| 2015 | Mistrzostwa Europy juniorów | Lubin       | Gra mieszana (z Magdaleną Świerczyńską) | 1/64 finału  | Wolny los                           | Wolny los           |
| 2015 | Mistrzostwa Europy juniorów | Lubin       | Gra mieszana (z Magdaleną Świerczyńską) | 1/32 finału  | Kyriacos Pissis Stephanie Pinharry  | 21–18, 21–16        |
| 2015 | Mistrzostwa Europy juniorów | Lubin       | Gra mieszana (z Magdaleną Świerczyńską) | 1/16 finału  | Milan Dratva Katarína Šariščanová   | 16–21, 21–17, 21–14 |
| 2015 | Mistrzostwa Europy juniorów | Lubin       | Gra mieszana (z Magdaleną Świerczyńską) | 1/8 finału   | Melih Turgut Fatma Nur Yavuz        | 16–21, 21–14, 12–21 |
| 2016 | Mistrzostwa świata juniorów | Bilbao      | Gra podwójna (z Robertem Cybulskim)     | 1/64 finału  | Wolny los                           | Wolny los           |
| 2016 | Mistrzostwa świata juniorów | Bilbao      | Gra podwójna (z Robertem Cybulskim)     | 1/32 finału  | Htoo Aung Myo Phone Pyae Naing      | 22–20, 21–17        |
| 2016 | Mistrzostwa świata juniorów | Bilbao      | Gra podwójna (z Robertem Cybulskim)     | 1/16 finału  | Mads Marum Mattias Xu               | 21–13, 21–16        |
| 2016 | Mistrzostwa świata juniorów | Bilbao      | Gra podwójna (z Robertem Cybulskim)     | 1/8 finału   | Thom Gicquel Toma Junior Popov      | 11–21, 14–21        |
| 2016 | Mistrzostwa świata juniorów | Bilbao      | Gra mieszana (z Magdaleną Świerczyńską) | 1/128 finału | Wolny los                           | Wolny los           |
| 2016 | Mistrzostwa świata juniorów | Bilbao      | Gra mieszana (z Magdaleną Świerczyńską) | 1/64 finału  | Park Kyung-hoon Kim Hye-jeong       | 14–21, 17–21        |
| 2017 | Mistrzostwa Europy juniorów | Miluza      | Gra podwójna (z Robertem Cybulskim)     | 1/32 finału  | Wolny los                           | Wolny los           |
| 2017 | Mistrzostwa Europy juniorów | Miluza      | Gra podwójna (z Robertem Cybulskim)     | 1/16 finału  | Miha Ivančič Rok Jerčinovič         | 21–14, 21–18        |
| 2017 | Mistrzostwa Europy juniorów | Miluza      | Gra podwójna (z Robertem Cybulskim)     | 1/8 finału   | Alexander Dunn Ciar Pringle         | 21–19, 20–22, 23–21 |
| 2017 | Mistrzostwa Europy juniorów | Miluza      | Gra podwójna (z Robertem Cybulskim)     | Ćwierćfinał  | Matěj Hubáček Jan Somerlík          | 19–21, 21–14, 21–10 |
| 2017 | Mistrzostwa Europy juniorów | Miluza      | Gra podwójna (z Robertem Cybulskim)     | Półfinał     | Max Flynn Callum Hemming            | 14–21, 15–21        |
| 2017 | Mistrzostwa Europy juniorów | Miluza      | Gra mieszana (z Magdaleną Świerczyńską) | 1/32 finału  | Wolny los                           | Wolny los           |
| 2017 | Mistrzostwa Europy juniorów | Miluza      | Gra mieszana (z Magdaleną Świerczyńską) | 1/16 finału  | Matis Kaart Hannaliina Piho         | 21–7, 21–8          |
| 2017 | Mistrzostwa Europy juniorów | Miluza      | Gra mieszana (z Magdaleną Świerczyńską) | 1/8 finału   | Steven Stallwood Hope Warner        | 27–25, 17–21, 21–10 |
| 2017 | Mistrzostwa Europy juniorów | Miluza      | Gra mieszana (z Magdaleną Świerczyńską) | Ćwierćfinał  | Emil Hybel Alexandra Bøje           | 25–23, 21–15        |
| 2017 | Mistrzostwa Europy juniorów | Miluza      | Gra mieszana (z Magdaleną Świerczyńską) | Półfinał     | Alexander Dunn Eleanor O'Donnell    | 21–19, 14–21, 20–22 |
| 2018 | Mistrzostwa Europy          | Huelva      | Gra mieszana (z Magdaleną Świerczyńską) | 1/16 finału  | Chris Adcock Gabrielle Adcock       | 16–21, 10–21        |
| 2019 | Igrzyska europejskie        | Mińsk       | Gra mieszana (z Magdaleną Świerczyńską) | Faza grupowa | Mark Lamsfuß Isabel Herttrich       | 16–21, 15–21        |
| 2019 | Igrzyska europejskie        | Mińsk       | Gra mieszana (z Magdaleną Świerczyńską) | Faza grupowa | Misza Zilberman Swietłana Zilberman | 21–16, 21–15        |
| 2019 | Igrzyska europejskie        | Mińsk       | Gra mieszana (z Magdaleną Świerczyńską) | Faza grupowa | Robin Tabeling Selena Piek          | 12–21, 21–14, 20–22 |
| 2019 | Mistrzostwa świata          | Bazylea     | Gra mieszana (z Magdaleną Świerczyńską) | 1/32 finału  | Đỗ Tuấn Đức Phạm Như Thảo           | 12–21, 13–21        |

## Osiągnięcia
Gra podwójna
- Zwycięstwo Hellas Open 2019 (z Miłoszem Bochatem)

Gra mieszana
- Finał Yonex Lithuanian International 2016 (z Magdaleną Świerczyńską)
- Zwycięstwo Yonex Slovak Open 2017 (z Magdaleną Świerczyńską)
- Finał Kabal International Karviná 2018 (z Magdaleną Świerczyńską)
- Zwycięstwo Yonex Latvia International 2018 (z Magdaleną Świerczyńską)
- Finał Yonex Lithuanian International 2018 (z Magdaleną Świerczyńską)
- Finał RSL Kharkiv International 2018 (z Magdaleną Świerczyńską)
- Finał Polish International 2018 (z Magdaleną Świerczyńską)
- Zwycięstwo Yonex Latvia International 2019 (z Wiktorią Adamek)
- Finał Hellas Open 2019 (z Magdaleną Świerczyńską)
- Zwycięstwo RSL Kharkiv International 2019 (z Magdaleną Świerczyńską)